# カーボベルデ・クレオール語
クリオウロ・カーボ・ヴェルディアーノ（葡：Crioulo cabo-verdiano）は、アフリカのカーボベルデで使われているクレオール言語の一種。
南側のサン・ヴィセンテ島を中心とするソタヴェント・クレオール (Sotavento Creole) と、北側のサンティアゴ島を中心とするバルラヴェント・クレオール (Barlavento Creole) の 2 種類がある。文法的にはほとんど差がないが、ソタヴェント・クレオールの語彙がよりポルトガル語化されている。

## 例
- 銀行はどこですか？

Undi ki e banku?　（ソタヴェント・クレオール）
Ondê k' e bónk'?　（バルラヴェント・クレオール）
- 忙しいです。

N sta ku presa　（ソタヴェント・クレオール）
N ta k' presa　（バルラヴェント・クレオール）